# El Gran Orgo
Albums de At the Drive-In
Acrobatic Tenement
(1996) In/Casino/Out
(1998)
El Gran Orgo est le troisième EP du groupe américain de post-hardcore At the Drive-In, publié le 18 septembre 1997 par Off Time Records.

## Liste des chansons
Toute la musique est composée par At the Drive-In.
| 1.    | Give It a Name       | 2:36 |
| 2.    | Honest to a Fault    | 1:29 |
| 3.    | Winter Month Novelty | 3:40 |
| 4.    | Intermission         | 0:53 |
| 5.    | Fahrenheit           | 2:25 |
| 6.    | Picket Fence Cartel  | 2:30 |
| 7.    | Speechless           | 3:29 |
| 17:00 |                      |      |